# روگر اشتاوب
روگر اشتاوب (انگلیسی: Roger Staub; ۱ ژوئیهٔ ۱۹۳۶ – ۳۰ ژوئن ۱۹۷۴) اسکی‌باز آلپاین اهل سوئیس بود.